# Darryn Binder

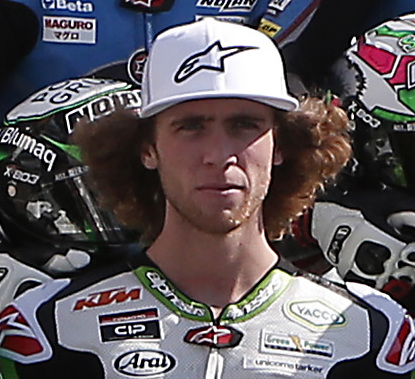
Darryn Binder

Darryn Binder (Potchefstroom, 21 januari 1998) is een Zuid-Afrikaans motorcoureur. Zijn oudere broer Brad is ook motorcoureur.

## Carrière
Binder dacht oorspronkelijk aan een autosportcarrière en hij nam korte tijd deel aan het karting, maar al snel stapte hij over naar de motorsport. Op achtjarige leeftijd begon hij met deelnemen aan lokale kampioenschappen. In 2013 maakte hij zijn debuut in de FIM MotoGP Rookies Cup. Hij behaalde drie vijfde plaatsen als beste klasseringen en eindigde met 45 punten als vijftiende in het kampioenschap. In 2014 bleef hij actief in deze klasse. Ditmaal was een vijfde plaats op het Circuito Permanente de Jerez zijn beste klassering en verbeterde hij zichzelf naar de dertiende plaats in het klassement met 55 punten.
In 2015 debuteerde Binder in de Moto3-klasse van het wereldkampioenschap wegrace op een Mahindra. Hij kende een moeilijk debuutseizoen waarin hij geen punten scoorde en een zestiende plaats in Tsjechië zijn beste resultaat was. In 2016 bleef hij actief in de klasse op een Mahindra. Hij behaalde zijn eerste punten in Catalonië met een twaalfde plaats. In de laatste drie races van het seizoen scoorde hij steeds punten, met een vierde plaats in Australië als hoogtepunt. Met 27 punten werd hij 25e in de eindstand.
In 2017 stapte het team van Binder over naar een KTM. Hij scoorde regelmatig punten, met een vierde plaats in Italië als beste klassering. Hij moest echter halverwege het seizoen vier races missen vanwege een breuk in zijn rechterduim, waarna hij niet meer in de punten wist te eindigen. Ook de seizoensfinale in Valencia moest hij overslaan vanwege een breuk in zijn linkerduim. Met 35 punten eindigde hij op de negentiende plaats in het kampioenschap.
In 2018 stapte Binder over naar het team Ajo Motorsport, waarvoor hij opnieuw op een KTM uitkwam. Hij behaalde zijn eerste podiumplaats in Japan met een derde plaats. Hij moest echter opnieuw een aantal races missen: in Spanje kampte hij met een breuk in zijn linkerschouderblad, terwijl hij in Duitsland een breuk had in zijn rechterschouderblad. Met 57 punten werd hij zeventiende in de eindstand.
In 2019 behaalde Binder een tweede plaats in de tweede Grand Prix in Argentinië. Daarna kwam hij niet meer op het podium terecht, maar scoorde hij nog wel regelmatig punten. Hij eindigde op plaats 22 in het klassement met 54 punten. In 2020 won hij zijn eerste Grand Prix in Catalonië. In Aragón behaalde hij zijn tweede podiumfinish van het seizoen.

## Statistieken

### Grand Prix

#### Per seizoen
| Seizoen | Klasse | Motor    | Team                           | Races | Winst | Podiums | Poles | SR | Ptn | Pos |
| ------- | ------ | -------- | ------------------------------ | ----- | ----- | ------- | ----- | -- | --- | --- |
| 2015    | Moto3  | Mahindra | Outox Reset Drink Team         | 18    | 0     | 0       | 0     | 0  | 0   | NC  |
| 2016    | Moto3  | Mahindra | Platinum Bay Real Estate       | 18    | 0     | 0       | 0     | 0  | 27  | 25e |
| 2017    | Moto3  | KTM      | Platinum Bay Real Estate       | 13    | 0     | 0       | 0     | 0  | 35  | 19e |
| 2018    | Moto3  | KTM      | Red Bull KTM Ajo               | 16    | 0     | 1       | 0     | 1  | 57  | 17e |
| 2019    | Moto3  | KTM      | CIP Green Power                | 19    | 0     | 1       | 0     | 1  | 54  | 22e |
| 2020    | Moto3  | KTM      | CIP Green Power                | 15    | 1     | 2       | 1     | 2  | 122 | 8e  |
| 2021    | Moto3  | Honda    | Petronas Sprinta Racing        | 18    | 0     | 2       | 2     | 2  | 136 | 7e  |
| 2022    | Moto2  | Yamaha   | WithU Yamaha RNF Team          | 20    | 0     | 0       | 0     | 0  | 12  | 24e |
| 2023    | Moto2  | Kalex    | Liqui Moly Husqvarna Intact GP | 14    | 0     | 0       | 0     | 0  | 34  | 20e |
| 2024    | Moto2  | Kalex    | Liqui Moly Husqvarna Intact GP | 20    | 0     | 0       | 0     | 0  | 55  | 19e |
| 2025*   | Moto2  | Kalex    | Italjet Gresini Moto2          | 10    | 0     | 0       | 0     | 0  | 12  | 21e |
| Totaal  | Totaal | Totaal   | Totaal                         | 181   | 1     | 6       | 3     | 6  | 544 |     |

#### Per klasse
| Klasse | Seizoenen  | 1e GP         | 1e podium  | 1e winst       | Races | Winst | Podiums | Poles | SR | Ptn | Kampioen |
| ------ | ---------- | ------------- | ---------- | -------------- | ----- | ----- | ------- | ----- | -- | --- | -------- |
| Moto3  | 2015-2021  | Qatar 2015    | Japan 2018 | Catalonië 2020 | 117   | 1     | 6       | 3     | 6  | 431 | 0        |
| MotoGP | 2022       | Qatar 2022    |            |                | 20    | 0     | 0       | 0     | 0  | 12  | 0        |
| Moto2  | 2023-heden | Portugal 2023 |            |                | 44    | 0     | 0       | 0     | 0  | 101 | 0        |
| Totaal | 2015-heden | 2015-heden    | 2015-heden | 2015-heden     | 181   | 1     | 6       | 3     | 6  | 544 | 0        |

#### Races per jaar
(vetgedrukt betekent pole positie; cursief betekent snelste ronde)
| Jaar | Klasse | Motor    | 1       | 2       | 3       | 4       | 5       | 6       | 7       | 8       | 9       | 10      | 11      | 12      | 13      | 14      | 15      | 16      | 17      | 18      | 19      | 20      | 21  | 22  | Pos | Ptn |
| ---- | ------ | -------- | ------- | ------- | ------- | ------- | ------- | ------- | ------- | ------- | ------- | ------- | ------- | ------- | ------- | ------- | ------- | ------- | ------- | ------- | ------- | ------- | --- | --- | --- | --- |
| 2015 | Moto3  | Mahindra | QAT 19  | AME DNF | ARG 24  | SPA 24  | FRA DNF | ITA 18  | CAT DNF | NED 19  | DUI 20  | INP 27  | TSJ 16  | GBR DNF | SMR 18  | ARA DNF | JPN 27  | AUS DNF | MAL DNF | VAL 18  |         |         |     |     | NC  | 0   |
| 2016 | Moto3  | Mahindra | QAT 23  | ARG 30  | AME DNF | SPA DNF | FRA DNF | ITA DNF | CAT 12  | NED 17  | DUI DNF | OOS 17  | TSJ DNF | GBR 21  | SMR DNF | ARA 26  | JPN 22  | AUS 4   | MAL 10  | VAL 12  |         |         |     |     | 25  | 27  |
| 2017 | Moto3  | KTM      | QAT 13  | ARG 12  | AME 10  | SPA 20  | FRA DNF | ITA 4   | CAT DNF | NED 13  | DUI 10  | TSJ     | OOS     | GBR     | SMR     | ARA 22  | JPN 20  | AUS 24  | MAL DNF | VAL DNS |         |         |     |     | 19  | 35  |
| 2018 | Moto3  | KTM      | QAT DNF | ARG 22  | AME 13  | SPA DNS | FRA 10  | ITA 13  | CAT DNF | NED 7   | DUI     | TSJ 23  | OOS 19  | GBR C   | SMR 8   | ARA 18  | THA DNF | JPN 3   | AUS 12  | MAL 7   | VAL 19  |         |     |     | 17  | 57  |
| 2019 | Moto3  | KTM      | QAT DNF | ARG 2   | AME 15  | SPA 11  | FRA DNF | ITA 10  | CAT 15  | NED DNF | DUI DNF | TSJ 10  | OOS 15  | GBR 12  | SMR DNF | ARA 17  | THA 20  | JPN DNF | AUS 6   | MAL DNF | VAL DNF |         |     |     | 22  | 54  |
| 2020 | Moto3  | KTM      | QAT DNF | SPA 18  | AND 4   | TSJ 12  | OOS 6   | STI 6   | SMR DNF | EMI DNF | CAT 1   | FRA DNF | ARA 2   | TER 8   | EUR 5   | VAL 5   | POR 6   |         |         |         |         |         |     |     | 8   | 122 |
| 2021 | Moto3  | Honda    | QAT 3   | DOH 2   | POR 20  | SPA 22  | FRA 20  | ITA 5   | CAT 5   | DUI 14  | NED 7   | STI 6   | OOS 9   | GBR 7   | ARA 7   | SMR 6   | AME 7   | EMI 4   | ALG DSQ | VAL DNF |         |         |     |     | 7   | 136 |
| 2022 | MotoGP | Yamaha   | QAT 16  | INA 10  | ARG 18  | AME 22  | POR 17  | SPA DNF | FRA 17  | ITA 16  | CAT 12  | DUI DNF | NED DNF | GBR 20  | OOS DNF | SMR 16  | ARA 18  | JPN DNF | THA 21  | AUS 14  | MAL DNF | VAL DNF |     |     | 24  | 12  |
| 2023 | Moto2  | Kalex    | POR 16  | ARG 6   | AME DNS | SPA     | FRA     | ITA DNF | DUI DNF | NED 14  | GBR 15  | OOS DNF | CAT     | SMR     | IND 7   | JPN 10  | INA 13  | AUS DNF | THA 15  | MAL DNS | QAT 14  | VAL 20  |     |     | 20  | 34  |
| 2024 | Moto2  | Kalex    | QAT 18  | POR 15  | AME 27  | SPA 19  | FRA 14  | CAT 14  | ITA DNF | NED 15  | DUI 25  | GBR 6   | OOS 7   | ARA 9   | SMR 10  | EMI 16  | INA 5   | JPN 15  | AUS 12  | THA DNF | MAL DNF | SOL 15  |     |     | 19  | 55  |
| 2025 | Moto2  | Kalex    | THA 17  | ARG 6   | AME DNS | QAT DNF | SPA 19  | FRA WD  | GBR     | ARA DNF | ITA 21  | NED DNF | DUI 15  | TSJ 17  | OOS 15  | HON     | CAT     | SMR     | JPN     | INA     | AUS     | MAL     | POR | VAL | 21* | 12* |

* Seizoen nog bezig.